# Amomum terminale
Amomum terminale là một loài thực vật có hoa trong họ Gừng. Loài này được Henry Nicholas Ridley mô tả khoa học đầu tiên năm 1900.

## Phân bố
Loài này có thể được tìm thấy trên quần đảo Bismarck, Papua New Guinea.